# Marina di Ragusa

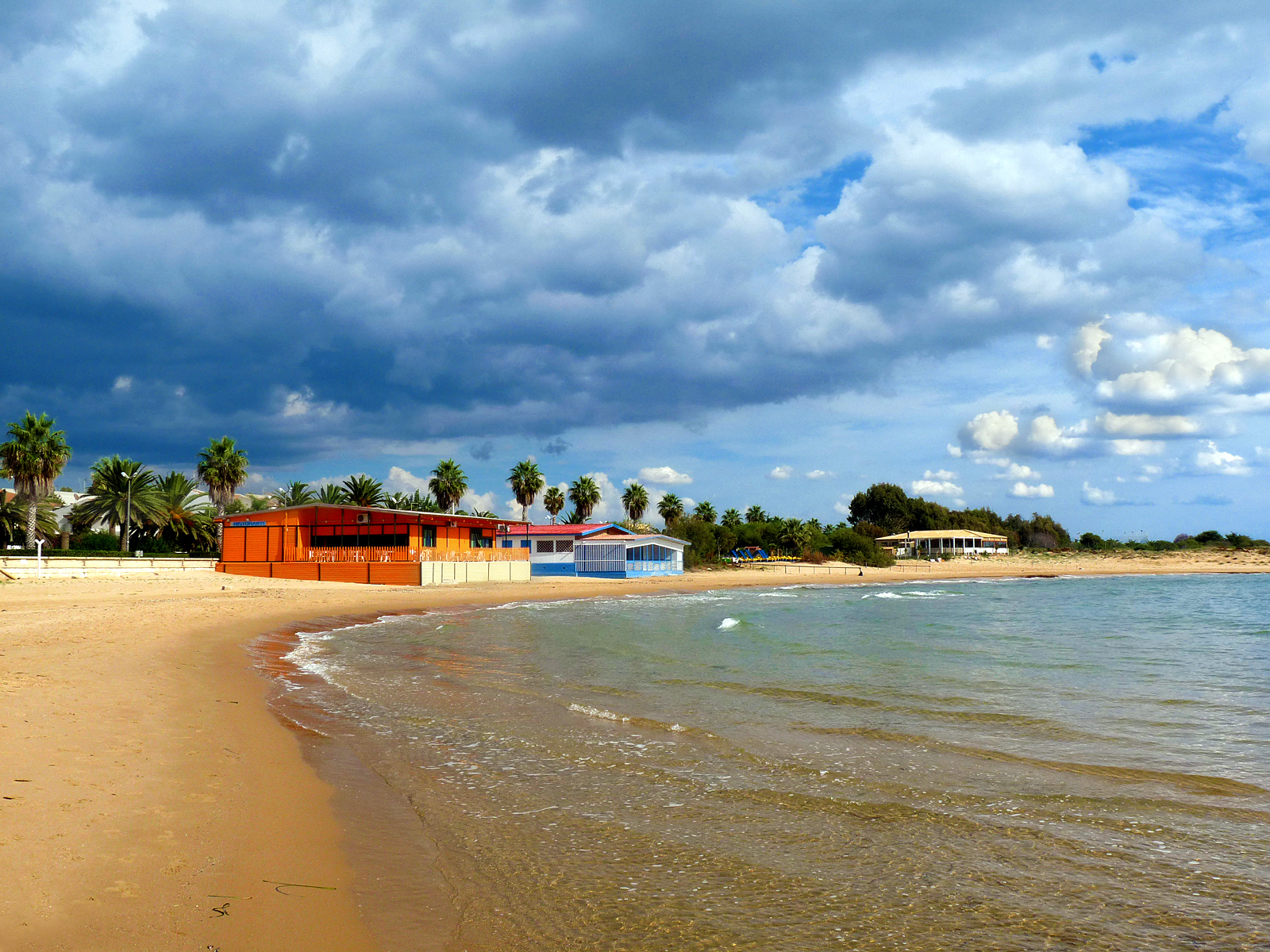
Marina di Ragusa

Marina di Ragusa ist eine Fraktion der Stadt Ragusa in der italienischen Region Sizilien. Sie befindet sich 25 km südlich des Stadtkerns von Ragusa direkt am Meer. 
Das ursprüngliche Fischerdorf hieß früher Mazzarelli (arabisch für „kleiner Vorort“). Im 14. Jahrhundert wurde ein Leuchtturm erbaut. Mitte des 19. Jahrhunderts wuchs der kleine Ort, da in der Umgebung von Ragusa Asphaltvorkommen entdeckt wurden. Der geförderte Asphalt wurde nach Mazzarelli gebracht und auf Schiffe verladen. 
Ein weiterer Aufschwung setzte ab 1960 ein. Auf Grund der ausgedehnten Sandstrände, die Marina di Ragusa umgeben, entwickelte sich hier ein belebtes Touristenzentrum.